# 侯北人

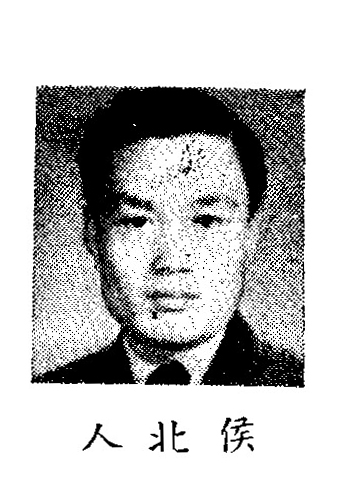

侯北人（1917年—2025年5月21日），号绍章，辽宁海城人，中华民国政治人物、画家。

## 生平
侯北人原籍河北省昌黎县，1917年生于辽宁省海城。毕业于日本九州帝国大学。早年随河北省的李仲常学画，后来曾求教黄宾虹及郑石桥。1946年当选制宪国民大会安东省职业代表。1947年3月1日，任国民政府立法院第四届立法委员。
1956年，侯北人由香港移居美国加利福尼亚州。侯北人从事中国画创作70年，其作品在美国各地展出并获收藏。他向江苏省昆山市捐赠了其创作的绘画及收藏的名家名作300件。昆山市人民政府创办了“侯北人美术馆”，于2004年开馆。